# Zabernovo Bastion
Die Zabernovo Bastion (englisch; bulgarisch рид Заберново rid Sabernowo) ist ein abgerundetes, vereistes, in südost-nordwestlicher Ausrichtung 8,5 km langes, 10,5 km breites und bis zu 1600 m hohes Massiv an der Davis-Küste des Grahamlands auf der Antarktischen Halbinsel. Es ragt 23 km südsüdöstlich des Havilland Point an der Nordwestseite des Detroit-Plateaus auf. Der Topola Ridge und einige kleinere Gebirgskämme grenzen nach Norden an. Seine Südwest-, Nordwest- und Osthänge fallen steil ab. Der Henson-Gletscher und seine Nebengletscher liegen südwestlich und westlich, einige Nebengletscher des Temple-Gletschers nördlich und östlich von ihm.
Britische Wissenschaftler kartierten es 1978. Die bulgarische Kommission für Antarktische Geographische Namen benannte es 2016 nach der Ortschaft Sabernowo im Südosten Bulgariens.